# Corespondența și memorialistica lui Gheorghe Tattarescu
 Acest articol dezvoltă secțiunea Opera a articolului principal Gheorghe Tattarescu .

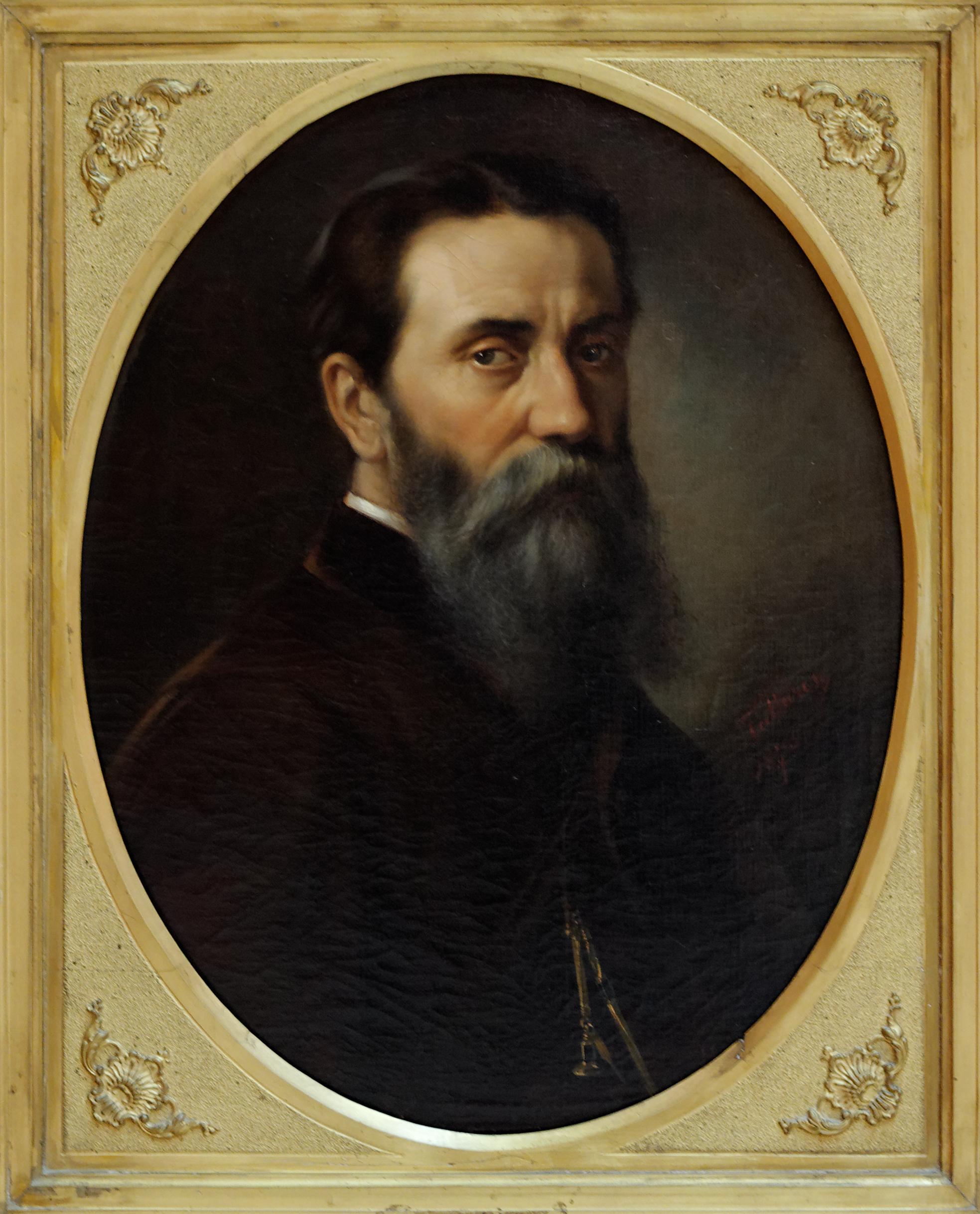
Autoportret (1875)

După cum se știe, principala biografie a pictorului Gheorghe Tattarescu a fost realizată de Jacques Wertheimer-Ghika la Editura de Stat pentru literatură și artă în anul 1958. În această lucrare, autorul demonstrează prin numeroasele citate din scrisorile și caietele de jurnal pe care artistul le-a întocmit de-a lungul vieții sale, că a fost un neobosit epistolier. Astfel, din spusele lui Ghika, Gheorghe Tattarescu a ținut caiete de jurnal până la întoarcerea în România din anul 1851 de la studiile sale de la Roma, precum și unul special în care a copiat toate scrisorile pe care le-a trimis din Italia în țară în perioada anilor 1845-1851. Toate copiile scrise în acel caiet au fost datate și semnate cu numele întreg sau cu o prescurtare, fapt care aduce o valoare documentară deosebită prin autenticitatea lor. Ca urmare, Wertheimer-Ghika a publicat în biografia artistului o mulțime de extrase din aceste scrisori adresate lui Chesarie, Petre Alexandrescu, Nicolae Teodorescu, Constantin Al. Kretzulescu, Ion Arcescu, Nicolae Bălcescu, Alexandru G. Golescu, etc.
Toate documentele menționate de Ghika au fost păstrate de urmașii artistului așa cum a menționat autorul biografiei și așa cum rezultă din precizările pe care le-a făcut Aura Popescu și Ioana Cristea în Albumul Gheorghe Tattarescu și contemporanii săi, apărut la București în anul 2008. Aura Popescu a afirmat că toată arhiva de scrisori, caiete și documente originale a dispărut o dată cu decesul ultimilor descendenți ai artistului. De asemenea Popescu a mai afirmat că materialele nu mai există nici la Muzeul Gheorghe Tattarescu, fosta casă a pictorului, unde Georgeta Wertheimer a locuit până la moarte. Din cercetările făcute, nu rezultă nici vreo acțiune de donație a materialelor către vreun așezământ cultural sau către o terță persoană.
La Cabinetul de Manuscrise al Bibliotecii Academiei Române din cadrul Arhivei Artiștilor Plastici, există un singur dosar care a aparținut lui Gheorghe Tattarescu. Acolo se găsesc brevetele și decretele premiilor și decorațiilor pe care le-a primit artistul, contractele pentru pictarea unor biserici, contracte publicate de altfel de Teodora Voinescu în anul 1940, actele de numire ca profesor de desen la Colegiul Sfântul Sava din București și actele de numire ca profesor la Școala de Belle Arte.
În plus de acest dosar mai există la aceeași instituție și un caiet școlar cu unele ciorne ale unor scrisori pe care Tattarescu le-a redactat în perioada 1889-1890 ( acesta poate fi consultat la wikisursă - aici ). Caietul are douăzeci și una de pagini, din care sunt scrise de mână cu cerneală neagră sau violetă doar paisprezece pagini. Majoritatea lor sunt scrisori de afaceri precum Elena Fontăneanu, protoereul Mircea din Constanța, sau persoane particulare ca Iordan Guțulea, Teclu și starețul Mănăstirii Cernica.
Un material inedit este jurnalul călătoriei lui Gheorghe Tattarescu din primăvara anului 1884 în Rusia ( acesta poate fi consultat la wikisursă - aici ). Călătoria a fost făcut cu scopul declarat al documentării în vederea pictării Mitropoliei din Iași. Aurora Popescu a precizat că Wertheimer-Ghika a reprodus doar o mică parte în monografia artistului, selectând doar informații despre atracțiile turistice din Moscova și Sankt Petersburg fără a face comentarii despre bisericile rusești. Jurnalul a fost publicat de Aura Popescu în anul 2008 după o dactilogramă care a rămas de la Ghika deoarece arhiva în care era și originalul a dispărut.

## Referinte
1. ↑  Ghika, Un pictor..., pag. 22-29
2. 1 2  Ghika, Un pictor..., pag. 20
3. ↑  Ghika, Un pictor..., pag. 32
4. 1 2 3 4  Aura Popescu... pag. 120
5. ↑  Aura Popescu... pag. 122
6. 1 2  Aura Popescu... pag. 126